# Gen

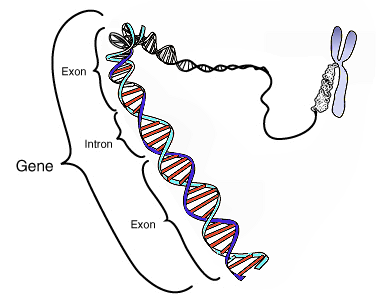
Gen med exon och intron. Resten av kromosomen syns hopsnurrad till höger.

Genen är en enhet för information om ärftliga egenskaper, som ärvs från föräldrar till avkomman. En biologisk gen kodar för ett visst protein; genen är ett slags recept på ett visst protein. Människan har ca 22 000 gener, fördelade på de olika kromosomerna. En gen består av en viss sekvens nukleotider som genom den genetiska koden beskriver en sekvens av aminosyror, vilka i sin tur bygger upp ett protein. Informationen i DNA-molekylen översätts, transkriberas, till olika former av RNA, som styr tillverkningen, syntesen, av proteinet i cellens ribosomer. Ibland räknas även vissa DNA-sträckor som har regulatoriska funktioner, det vill säga bestämmer när det ska tillverkas protein och hur mycket, till genen.
Hos vissa virus består generna ibland av RNA-segment istället för DNA. Dessa RNA-gener utgör antingen direkt ett underlag för proteinsyntesen i värdcellen som viruset infekterat, eller så, som hos retrovirus, måste informationen i virusets RNA först översättas till DNA innan det kan användas för proteintillverkning. I vissa fall är inte genens slutprodukt ett protein, utan det stannar på RNA-stadiet. Detta förekommer främst i RNA-molekyler som ingår i enzymer som kallas ribozymer, och i vissa av cellens organeller såsom ribosomerna.
Generna ingår i jättemolekyler vars namn förkortas DNA. Dessa liknar långa, spiralvridna stegar. Varje gen motsvarar ett bestämt avsnitt av en sådan DNA-stege. En DNA-molekyl har alltså plats för många gener, kanske 1000 stycken. Varje ”stegpinne” i en DNA-molekyl består av två så kallade kvävebaser. Dessa passar mot varandra ungefär som pusselbitar. I DNA finns fyra olika sorters kvävebaser som betecknas A, T, C och G.

## Genernas organisation
Generna styr cellens funktion genom de olika proteiner som de kodar för. I en flercellig organism kontrollerar generna också utvecklingen från den första befruktade äggcellen till den färdiga organismen. Olika gener samverkar i ett komplicerat reglersystem, där vissa proteiner reglerar vilka andra gener som för tillfället ska vara aktiva. Trots att alla kroppsceller innehåller samma gener, är olika gener aktiva i olika celler beroende på vilken roll cellen har, i vilket utvecklingsstadium cellen befinner sig och vilka stimuli den utsätts för. Reglering av genuttryck sker främst genom att olika former av proteiner binder till bestämda ställen på den regulatoriska sträcka DNA som hör till genen, och ger upphov till, ger större mängder av eller hindrar transkriberingen till RNA. När ingen transkribering sker på en sträcka av kromosomen ligger den inaktiv, ihoppackad tillsammans med speciella proteiner, histoner, till kromatin i cellkärnans kromosomer. I allmänhet ligger största delen av genomet inaktivt och hoppackat på detta vis, medan en mindre del av generna används.
I de flesta högre organismer kodar endast en mycket liten del av nukleotidsekvensen i DNA-molekylerna för något protein. Mellan de egentliga generna finns ofta långa sekvenser av vad som tidigare kallades skräp-DNA (eng. junk DNA). Idag vet man att det så kallade skräp-DNA:t har regulatoriska funktioner, och även är viktigt för hoppackningen till kromatin. Inom en gen finns oftast avsnitt av nukelotid-sekvenser, intron, som inte kodar för några aminosyror. De delar av DNA-molekylen som kodar för - utgör receptet på - ett protein kallas exon.
Den totala mängden DNA i en cell är hos de flesta organismer fördelad mellan ett antal kromosomer som i de flesta fall finns i två upplagor, där ett exemplar kommer från modern och den andra kommer från fadern. Undantaget är könskromosomerna, X-kromosomen och Y-kromosomen, som sinsemellan är helt olika och ansvarar för de proteiner som reglerar de sexuella skillnaderna mellan könen. De vanliga kromosomerna, som inte är könskromosomer kallas autosomer. En gens placering, locus, på en kromosom är för det mesta väldefinierad för varje enskild art, även om det förekommer att funktionella gener kan finnas på ett helt annat ställe på kromosomen eller till och med på en helt annan kromosom. Generna är inte placerade i de olika kromosomerna enligt något systematiskt mönster; de gener som ligger nära varandra har i allmänhet inte något samband med varandra utan kan ingå i helt obesläktade processer i cellen.

## Genetisk variation
När cellen delar sig, måste DNA-molekylerna replikeras, fördubblas. Då uppstår ibland spontana fel, mutationer, där nukleotidsekvensen inom en gen förändras så att aminosyresekvensen i det protein som kodas blir en annan. Ibland har denna förändring ingen betydelse för proteinets funktion, men ibland förändras eller förhindras proteinets funktion. Detta leder till en genetisk variation; en viss gen kan förekomma i en mängd olika varianter, alleler. De två upplagorna av en gen som finns i en normal kroppscell kan alltså vara olika. Individer som har två likadana varianter av en gen sägs vara homozygoter med avseende på denna gen. Individer som har två olika varianter av genen sägs vara heterozygoter. En genetisk variant som slår igenom även om den bara finns i ett exemplar kallas dominant, och en allel som måste finnas i två exemplar för att den ska få någon praktisk betydelse kallas recessiv.

## Genernas uppkomst
Det finns ingen inbyggd fysiologisk eller cellulär mekanism som kan avläsa behovet av nya gener, utan sådana uppstår som en spontan och slumpmässig process under evolutionen. Oftast uppstår nya gener som ett resultat av att en gammal gen dupliceras. Det kan ske som ett misstag under replikationen av cellens genetiska material, även biologiska virus kan vara ansvariga för att överföra gener från en organism till en annan.

## Historia
Den förste som beskrev konceptet gener, var munken Gregor Mendel som studerade olika plantors ärftliga egenskaper. Även om han inte använde ordet gen så förklarade han resultatet av sina experiment med förekomsten av ärftliga faktorer som fördes över mellan generationerna i odelbara bitar. Detta genbegrepp utgår från egenskaper som kan observeras, och postulerar den ärftliga faktorn som förklaring. Mendel var också den förste som beskrev arv i form av dominanta och recessiva anlag och skillnaden mellan homozygota och heterozygota individer.
Ordet gen myntades av den danska botanisten Wilhelm Johannsen 1909 från det grekiska ordet för födsel. 1910 visade Thomas Hunt Morgan att generna fanns i kromosomerna. Han visade senare att en enskild gen kunde lokaliseras till en specifik plats på en kromosom. Morgan och hans elever började med arbetet att kartlägga generna för bananflugan Drosophila melanogaster. 1928 visade Frederick Griffith att gener kunde överföras mellan organismer.
1941 visade George Wells Beadle och Edward Lawrie Tatum att mutationer i gener förorsakade felaktigheter i vissa ämnesomsättningsprocesser. Detta visade att specifika gener kodade specifika proteiner, vilket ledde till den s.k. "en gen - ett enzym" -hypotesen. 1953 framlade James Watson och Francis Crick en modell för DNA-molekylens struktur som grundades på Rosalind Franklins arbete med röntgendiffraktions-bilder och förklarade hur genetisk information kunde överföras från en generation till en annan.